# Parafia św. Mikołaja w Jeleninie
Parafia Świętego Mikołaja w Jeleninie – parafia rzymskokatolicka, znajdująca się w diecezji zielonogórsko-gorzowskiej, w dekanacie Żagań, erygowana w XIV wieku.  